# Voie de circulation (route)
 (janvier 2017).
Si vous disposez d'ouvrages ou d'articles de référence ou si vous connaissez des sites web de qualité traitant du thème abordé ici, merci de compléter l'article en donnant les références utiles à sa vérifiabilité et en les liant à la section « Notes et références ».
Pour les articles homonymes, voir Voie de circulation.

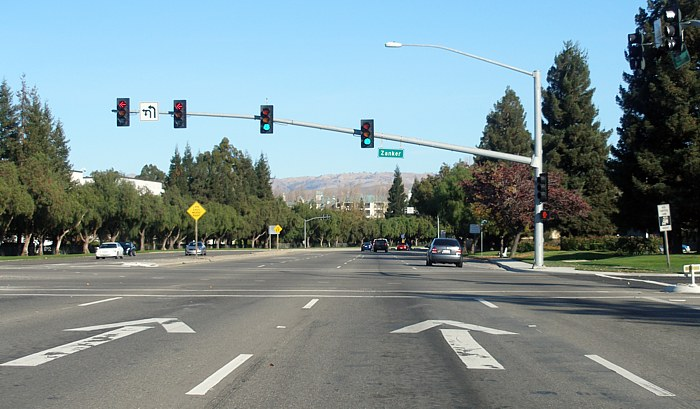
Voie de circulation (Californie)

En conception routière, une voie de circulation désigne la bande de chaussée affectée à une file de véhicules,. On distingue différents types de voies.

## Définition
D'après l'article R110-2 du Code de la route français, une voie de circulation est une « subdivision de la chaussée ayant une largeur suffisante pour permettre la circulation d'une file de véhicules ».

## Les types de voies

### Voie de droite ou voieno1

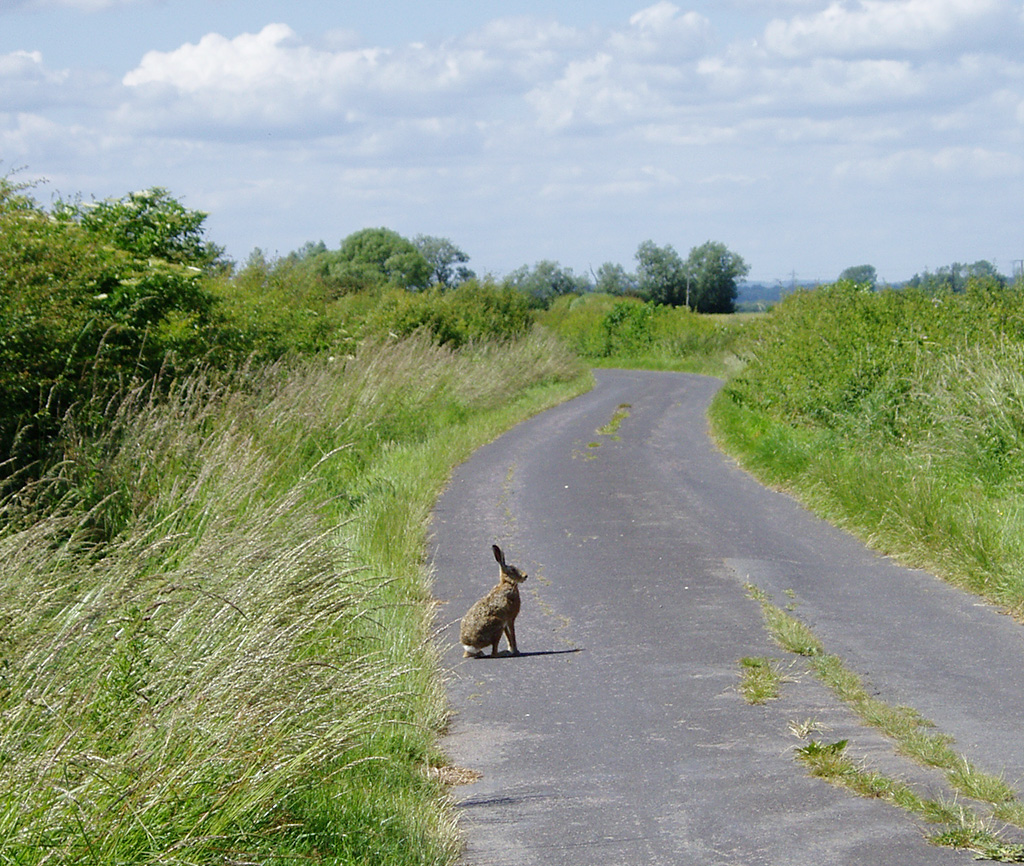
Exemple de voie extérieure en rase campagne, en Angleterre.

Quel que soit le type de chaussée, la voie no 1 est, par rapport au sens de la circulation, la voie la plus à droite de celles affectées à l'écoulement de la circulation (à l'exclusion de celles réservées au stationnement). Elle est parfois appelée voie extérieure en rase campagne ou voie de rive en zone urbaine.

### Voie de gauche

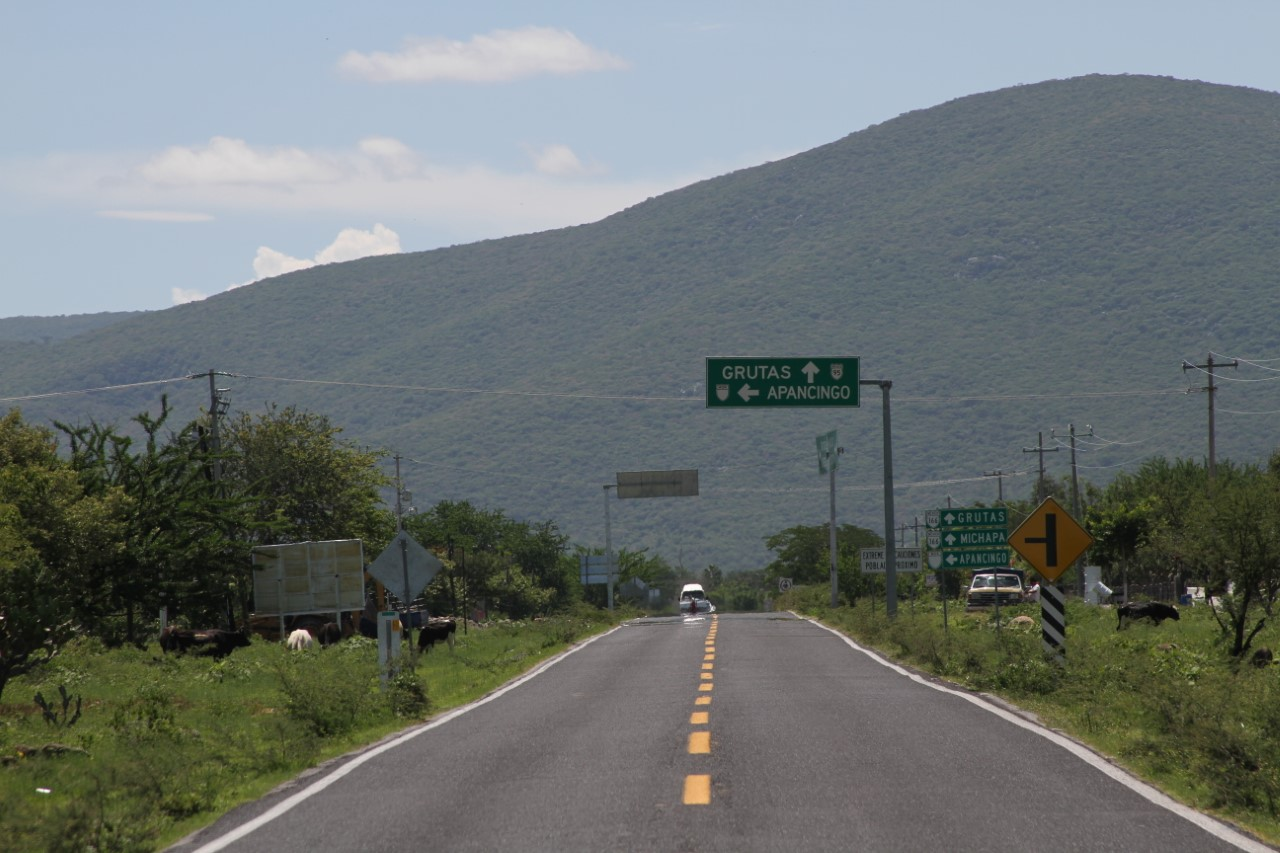
Une route à deux voies au Mexique.

Sur une route à deux voies et à double sens, la voie de gauche est la voie située à gauche de la ligne centrale et normalement utilisée par la circulation de sens contraire ; sur une route à voies multiples, c'est la voie située à l'extrême gauche de toutes les voies réservées à la circulation dans le même sens.
La situation peut être différente en Angleterre.

### Voie médiane

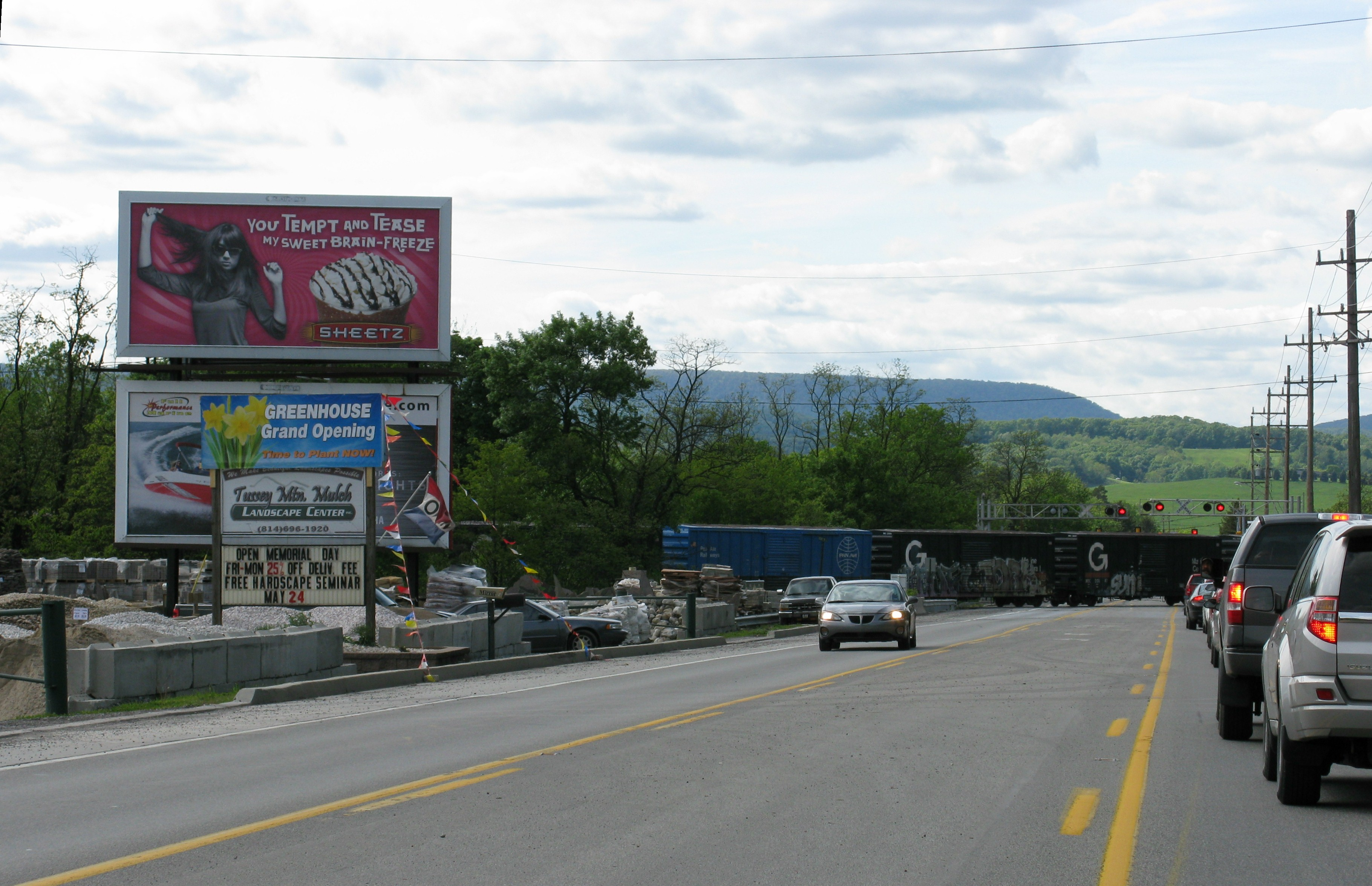
Une route à trois voies, à Vicksburg, Pennsylvanie, États-Unis.

Sur une route à chaussée unique à deux sens de circulation avec un nombre impair de voies, la voie médiane est la voie qui peut être employée par la circulation dans l'un ou l'autre sens, ou encore être réservée alternativement à un sens et à l'autre, ou encore être réservée aux tourne-à-gauche.

### Voieno2, voieno3, etc.
Sur une route à plusieurs voies, ce sont les voies situées à la gauche de la voie de droite (ou voie no 1) et réservées à la circulation se déplaçant dans le même sens. Pour les pays où la circulation est à droite, ces voies sont appelées voie no 2, voie no 3, etc. numérotées dans cet ordre de droite à gauche en regardant dans le sens de la circulation.

### Particularités

#### Voie réversible (États-Unis)

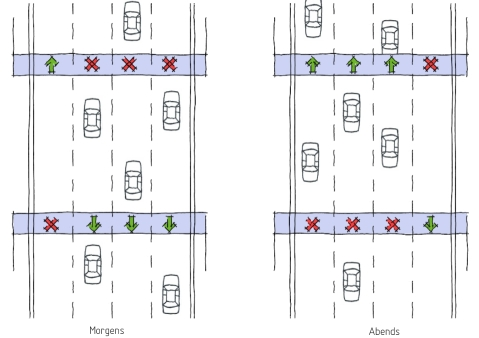
Sens différent le matin et le soir

La voie réversible est une voie affectée à un sens de circulation pendant certaines périodes, et au sens opposé pendant d'autres périodes. Ce type d'aménagement se rencontre essentiellement aux États-Unis.
Exemple d'une voie réversible en France: le pont de Saint-Nazaire
Différents systèmes sont utilisés, tels que des plots ou des bollards rétractables, construits dans la route, ou bien des barrières rétractables pour séparer le trafic d'une rampe réversible. Les deux voies centrales du pont du Golden Gate sont réversibles : elles sont orientées vers le sud durant l'heure de pointe matinale et vers le nord lors du pic de circulation du soir. Avant l'installation de barrières déplaçables en janvier 2015, elles étaient démarquées par des plots verticaux jaunes placés manuellement dans des trous effectués dans la chaussée.

#### Voie centrale banalisée (France)

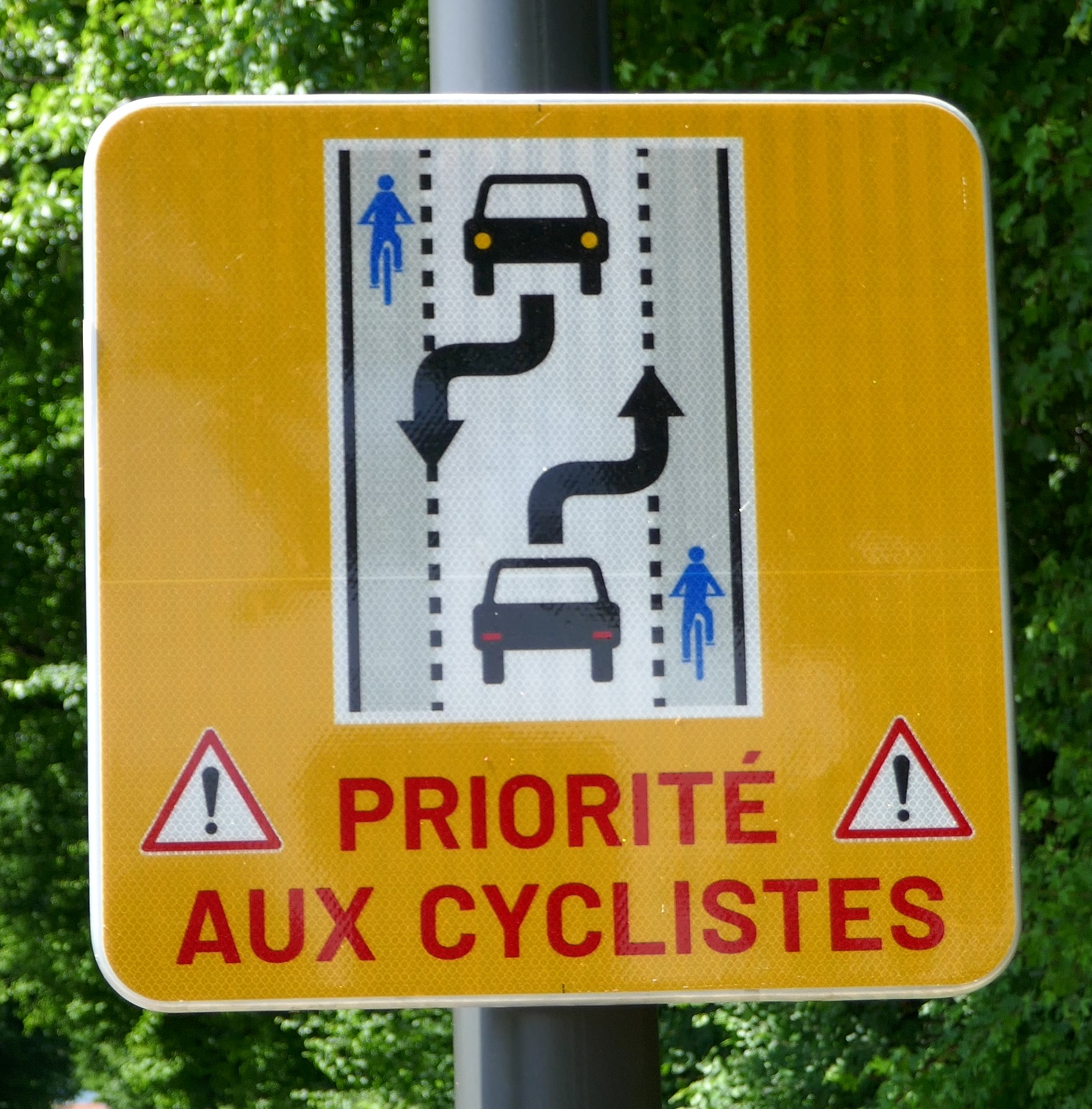
Voie centrale banalisée à Prévessin-Moëns.

La voie centrale banalisée est une voie affectée à un sens de circulation et en même temps au sens opposé. Ce type d'aménagement se rencontre essentiellement en France.
En pratique, il s'agit d'une voie centrale unique (sans marquage axial) destinée aux véhicules automobiles, et de deux voies latérales destinées aux vélos, souvent plus étroites que des bandes cyclables. Les véhicules utilisant la voie centrale doivent négocier le croisement ; en France, en fonction du marquage latéral, les véhicules motorisés sont autorisés à mordre exceptionnellement sur les voies latérales (bandes de rive), ou n'y sont pas autorisés (marquage de bande cyclable).

### Voie de tourne-à-gauche

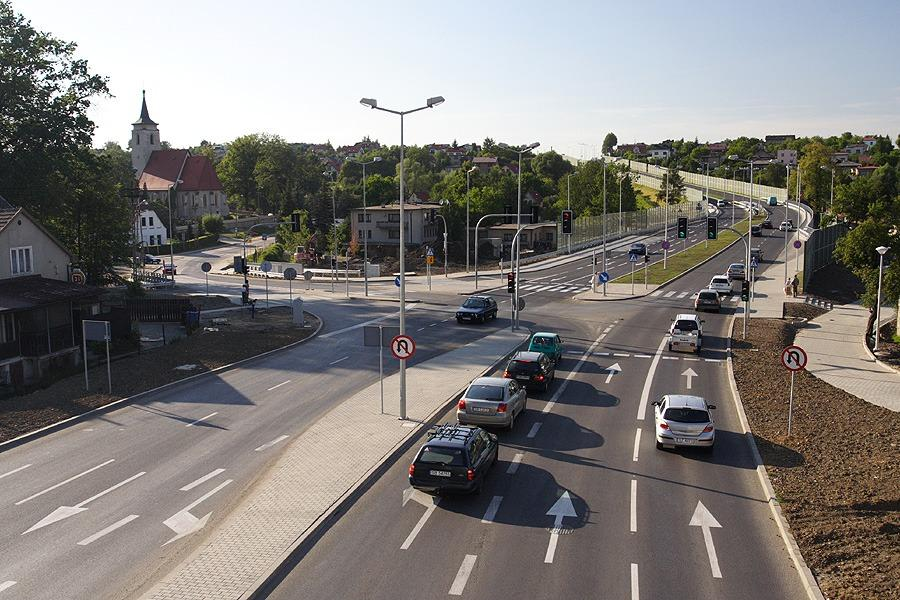
Voies de circulation avec une voie tourne à gauche

La voie de tourne-à-gauche est une voie réservée aux véhicules tournant à gauche dans un carrefour. Elle peut être comprise dans la largeur normale de la chaussée ou constituer une voie auxiliaire adjacente au terre-plein central (ou séparateur) ou comprise dans celui-ci.

### Voie de tourne-à-droite

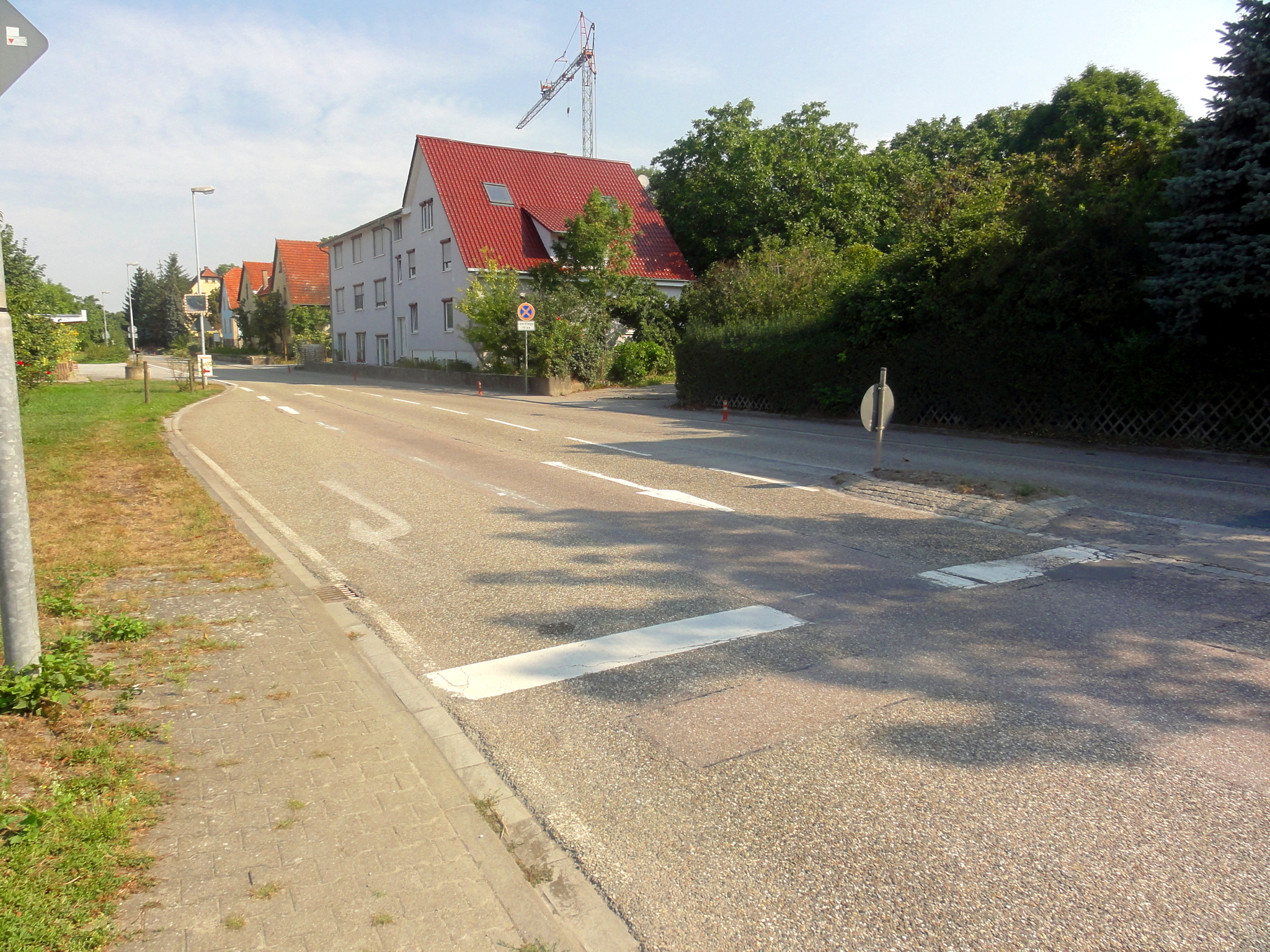
Exemple d'une voie de tourne-à-droite, en Allemagne.

La voie de tourne-à-droite est une voie réservée aux véhicules tournant à droite dans un carrefour. Elle peut être comprise dans la largeur normale de la chaussée ou constituer une voie auxiliaire située à droite des voies empruntées par le trafic direct et adjacente à ces dernières.

### Voie réservée aux autobus

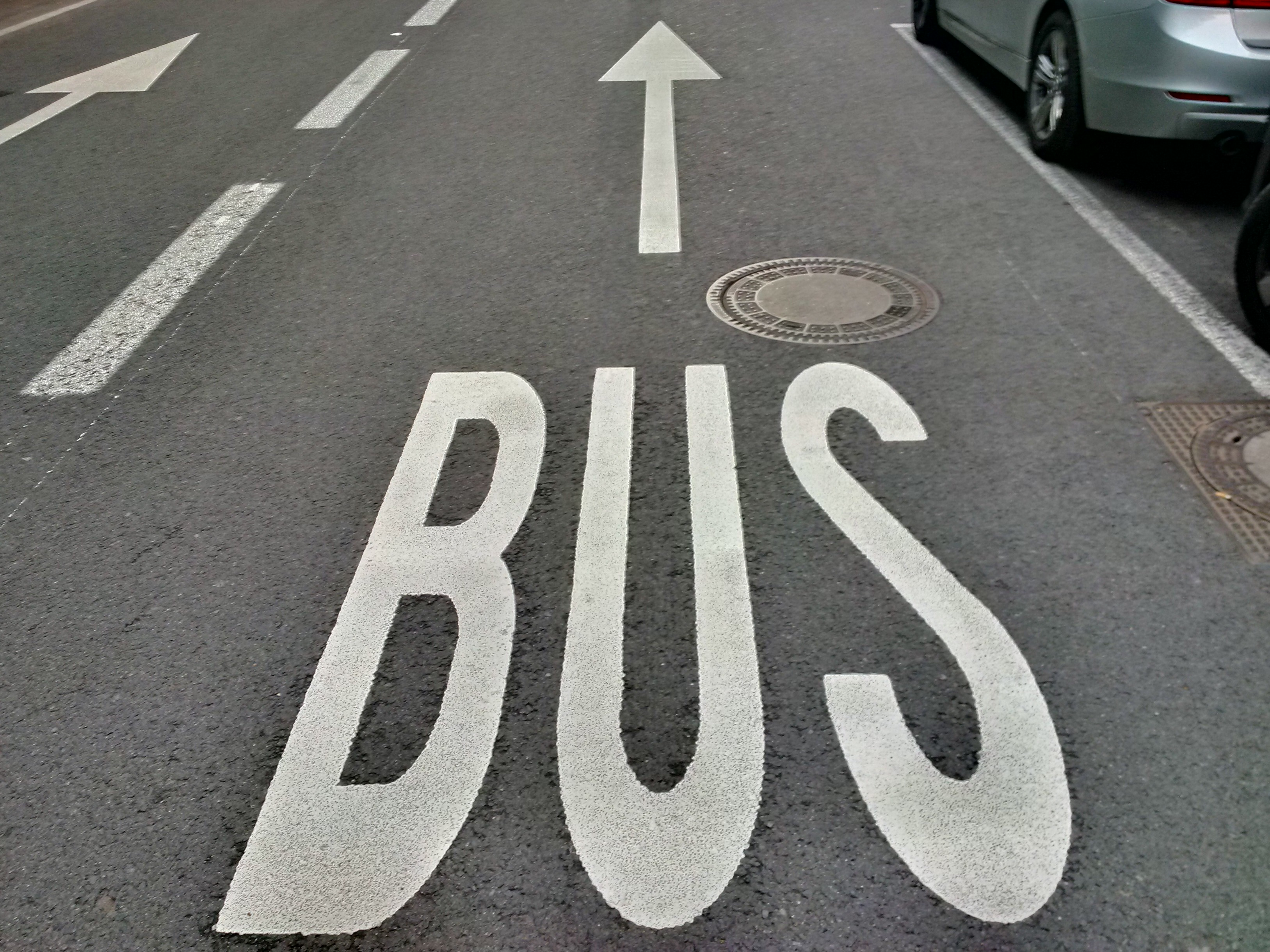
Voie réservée aux autobus, au Luxembourg.

La voie réservée aux autobus est destinée aux transports en commun, pour leur permettre de circuler sans être affectés par les perturbations de la circulation — les embouteillages — auxquels sont soumis les autres véhicules.

## Largeur de voie
La largeur de voie dépend des pays. Elle dépend aussi des routes et de leur vitesses.
Pour les routes à grande vitesse, en Europe et au Japon, les voies ont souvent une largeur de 3,50 m, contre 3,60 m dans les pays anglophones.
Pour inciter les conducteurs à réduire leur vitesse, il existe aussi des voies d'une largeur inférieure, par exemple 3,25 m[réf. souhaitée].

## Délimitation des voies
La délimitation des voies peut être marquée par la signalisation routière horizontale.
Cette signalisation peut varier d'une pays à l'autre.
Cette signalisation routière horizontale peut être reconnue par des fonctions de certains véhicules comme :
- l'alerte de franchissement involontaire de ligne (AFIL)
- l'emergency lane-keeping (ELK).
- l'aide au maintien dans la file de circulation (AMFC)
- le lane-centering assist (LCA)
- le système automatisé de maintien dans sa voie (ALKS ou SAMV)

Toutefois les règlements d'homologation de ces systèmes prévoient certains types de marquages pour la réalisation des essais. 
Ces systèmes peuvent ne pas détecter les lignes sur des bords de voie qui en sont démunies dans certains pays.